# Болехівці
Боле́хівці — село в Україні, у Дрогобицькій міській громаді Дрогобицького району Львівської області. Населення складає 2351 особу.

## Географія
Село розташоване за 76 км від обласного центру та 7 км від районного центру, на березі річки Солониця. Біля села пролягає залізниця, на якій розташований пасажирський однойменний зупинний пункт.

## Історія
Село вперше згадується у грамоті 20 серпня 1409 року, коли король Владислав II Ягайло подарував сусідні села Почаєвичі,  Гаї Верхні та Нижні Дрогобицького повіту Станіславові Коритку з правом спадкоємства.
Населення: українці 1965, поляки 128, протестанти (німецькі колоністи) 139, євреї 8 (поляки й німці жили в селі Нойдорф, до парафії належали теж 127 українців, які жили в селі Нойдорф).
1 серпня 1934 року створено Нойдорфську гміну в дрогобицькому повіті з центром у Нойдорф. Також, до неї увійшли сільські громади: Болехівців, Верхніх Гаїв, Нижніх Гаїв, Почаєвичів і Раневичів.
В селі є мурована церква (1886 року побудови). Діяла читальня «Просвіти» та кооперативні установи (споживча і кредитова). Парохом був Іван Шевчук (1876 р. н.).
Село було поділене політично на два табори: національний, згуртований в читальні «Просвіти», який міцно тримався своєї церкви, та совєтофільський, збаламучений комуністичною пропаґандою. Чисельно національний табір переважав, але совєтофільський був аґресивніший. У 1938 році читальня «Просвіти» влаштувала ювілейне свято, на яке були запрошені просвітяни з сусідніх сіл. Після цього на громадській площі відбулася просто неба академія з мистецькою програмою. Неподалік стояла група молодих людей, які не прилучилися до спільного святкування — це була комуністичною пропаґандою збаламучена частина місцевої молоді. Всі вони стояли насуплені, а в кожного в руках була палиця. Після святої академії почалась загальна забава.
З 28 червня 1941 по 6 серпня 1944 року село тимчасово перебувало під німецько-фашистською окупацією. За радянських часів в селі було зведено 180 нових будинків.
12 червня 2020 року, відповідно з розпорядженням Кабінету Міністрів України № 718-р «Про визначення адміністративних центрів та затвердження територій територіальних громад Львівської області», село увійшло до складу Дрогобицької міської громади.

## Персоналії
- Лівий Володимир (03.02.1919 — 05.12.1948) — майор УПА, референт Служби Безпеки Карпатського крайового проводу ОУН.